# قانون زراعي
يتعامل القانون الزراعي الذي يشار إليه أحيانًا باسم قانون Ag مع قضايا قانونية مثل البنية التحتية الزراعية والبذور والمياه والأسمدة واستخدام المبيدات والتمويل الزراعي والعمل الزراعي والتسويق الزراعي والتأمين الزراعي وحقوق الزراعة ونظام حيازة الأراضي ونظام الإيجار والقانون على التصنيع الزراعي والصناعة الريفية مع تطبيق التقنيات الحديثة يتم التعامل مع القضايا بما في ذلك الائتمان والملكية الفكرية والتجارة والتجارة المتعلقة بالمنتجات الزراعية في نطاق هذا القانون.
ببساطة القانون الزراعي هو دراسة القوانين واللوائح الخاصة التي تنطبق على إنتاج وبيع المنتجات الزراعية. يعنى الاستثناء الزراعي باستخدام الاستثناءات القانونية لحماية الصناعة الزراعية منتشر في جميع أنحاء العالم. اعترفت كليات الحقوق الأمريكية وعلماء القانون أولاً بالقانون الزراعي كنظام في أربعينيات القرن الماضي عندما استكشفت كليات الحقوق في ييل وهارفارد وتكساس وأيوا دورات القانون الزراعي وبدأت فيها. مع ذلك، لم تدم هذه الجهود المبكرة فترة قصيرة ولم يظهر القانون الزراعي كنظام مميز على مدى ثلاثة عقود. في عام 1979 تم إنشاء مجلة علمية تدعى «مجلة القانون الزراعي». في عام 1980 تم تشكيل رابطة القانون الزراعي الأمريكي وبرنامج درجة القانون المتقدم، LL.M. تم تأسيس برنامج للقانون الزراعي في كلية الحقوق بجامعة أركنساس. في عام 1981 تم نشر خمسة عشر مجلدًا من أطروحة القانون الزراعي وفي عام 1985 تم نشر أول كتاب تعليمي متعلق بالحقوق ويسمى «القانون الزراعي: حالات ومواد» من قبل West Publis.
في السنوات الأخيرة، توسعت دراسات القانون الزراعي لتشمل دراسة أوسع لتأثير الإنتاج الزراعي بما في ذلك قضايا القانون البيئي والاستدامة ورفاهية الحيوان وقانون وسياسة الغذاء. انعكاساً لهذا المنظور الموسع، في عام 2009 غير برنامج «LL.M في القانون الزراعي في أركنساس» إلى برنامج«LL.M في قانون الزراعة والغذاء». في عام2010، تم نشر الكتاب الثاني لكلية الحقوق بعنوان «الغذاء والزراعة والاستدامة قراءات في القانون الزراعي» وفي عام 2012  قامت الجمعية الأمريكية لمدارس القانون بتغيير اسم قسم «القانون الزراعي» إلى «قانون الزراعة والغذاء». يعود الانضباط الناشئ في قانون وسياسة الغذاء إلى جذوره في انضباط القانون الزراعي بالإضافة إلى قانون الغذاء والدواء التقليدي.

## روابط خارجية
- Iowa State University's Center for Agricultural Law and Taxation
- LL.M. Program in Agricultural & Food Law, University of Arkansas School of Law
- Food Farming & Sustainability: Legal Resources Website
- Drake Agricultural Law Center